# 浅井潮
浅井 潮（あさいうしお、1991年4月25日 - ）は日本の女優、タレント。愛知県出身。

## 人物
- 2011年に名城大学のミスキャンパスでグランプリを受賞。ミス名城2011に選ばれる。全国のミスキャンパスたちが地元をPRする「学生観光PRアワード」で決勝戦に選ばれ、愛知県のPRを行う[1]。
- 2013年より地元の愛知県にて舞台出演を始め、2015年より上京し活動を始める。
- 2018年3月31日に、今後当面の間の休業を発表した[2]。

## 出演

### ラジオ
レギュラー出演
- ジェネレーションギャップ（2015年12月 -2018年 、市川うららFM）

### 舞台
- ベニバラ兎団「絢爛ベルエポック」（2015年12月16日 - 20日、渋谷CBGKシブゲキ!!）
- ベニバラ兎団　Produce Theater 17th「Romeo and Juliet ～Reverse～」（2017年8月22日 - 9月3日、新宿サンモールスタジオ）
- 国連クラシックライブ協会　ミュージカル「赤毛のアン」（2017年11月17日 - 19日、東京国際フォーラム・ホールC）